# Société des appartements à prix modérés
La Société des appartements à bas prix (en russe : Общество дешёвых квартир) a été créé en 1860, à Saint-Pétersbourg, dans l'Empire russe, par Maria Troubnikova, Anna Philosophova et Nadejda Stassova, promotrices de l'éducation des femmes. Son nom complet est Société d'activité approuvé par les autorités pour la livraison des appartements bon marché et d'autres prestations aux habitants nécessiteux de Saint-Pétersbourg. Elle était placée sous le patronage du Grand-duc Mikhaïl Nikolaïevitch.

## Activité de la société
La Société des d'appartements à prix modérés a fourni des appartements confortables et bon marché pouvant abriter 400 adultes et 140 enfants. Elle disposait également d'une école, d'un jardin d'enfants, d'un atelier de couture, d'un salle de restauration, d'une école de commerce et de deux foyers, pour les vieillards et les étudiantes.